# فيكتور كيربيتشوف
فيكتور لفوفيتش كيربيتشوف (1845-1913) (بالأوكرانية: Ві́ктор Льво́вич Кирпичо́в), (الروسية: Ви́ктор Льво́вич Кирпичё́в) هو مهندس وفيزيائي روسي، عرف خصوصا بعمله على الميكانيكا التطبيقية والهيكلية، فضلا عن تأسيس أسس للتعليم التقني في الإمبراطورية الروسية.

## مسيرته
تخرج فيكتور كيربيتشوف من مدرسة بولوتسك العسكرية سنة 1862، ومدرسة (St.Michael artillery) في سانت بطرسبرغ سنة 1863. ما بين 1863 و1870 كان في كلية كرنشتات الأكاديمية العسكرية حيث درس علم المواد والميكانيكا. بعد ذلك، كان أستاذا في معهد سانت بطرسبرغ التكنولوجي حتى انتقاله إلى أوكرانيا في عام 1885. في عام 1882، كان مسؤولا عن التحقيق في كارثة قطار بوركي.